# Elías Bendodo
Elías Bendodo Benasayag (Màlaga, 18 d'agost del 1974) és un polític espanyol, coordinador general del Partit Popular. Va ser conseller de Presidència, Administracions Públiques i Interior i portaveu del Govern de la Junta d'Andalusia entre el 22 de gener del 2019 i el 25 de juliol del 2022. Va ser president de la Diputació Provincial de Màlaga entre el 2011 i el 2019.

## Biografia
Prové d'una família jueva sefardí; els seus pares van néixer a Larache, al llavors protectorat espanyol del Marroc. És llicenciat en Dret per la Universitat de Màlaga, també ha realitzat diversos màsters, entre els quals es troben Direcció i Administració d'Empreses, Alta Direcció d'Empreses Líders i Alta Direcció d'Empreses Socials.
Va ser regidor de l'Ajuntament de Màlaga des de l'any 2000, quan va substituir, amb 25 anys, el regidor José María Martín Carpena en ser assassinat per ETA. A les dues darreres eleccions municipals ha ocupat el lloc número dos. Entre l'any 2000 i 2005 va ser president de les Noves Generacions del PP a Màlaga. És o ha sigut membre de la junta directiva i del comitè regional del seu partit i president del PP malagueny des de l'any 2008 i del Patronat de Turisme de la Costa del Sol.
El 22 de gener de 2019 va abandonar la seva acta de regidor a l'Ajuntament malagueny, així com la presidència de la Diputació de Màlaga, per convertir-se en el nou conseller de Presidència, Administracions Públiques i Interior de la Junta d'Andalusia sota la presidència de Juan Manuel Moreno.
Des d'abril del 2022, Bendodo és coordinador general del Partit Popular nacional, sota la presidència de Alberto Núñez Feijóo.